# 戸谷成雄
戸谷成雄（とや しげお、1947年12月24日 - ）は、日本の彫刻家。武蔵野美術大学名誉教授。

## 経歴
長野県長野市生まれ、埼玉県在住。1975年愛知県立芸術大学大学院彫刻専攻修了。1974年に初個展を開催し、1984年から「森」シリーズ、1994年から「《境界》から」シリーズ、2000年頃から「ミニマルバロック」シリーズなど発表。チェーンソーで木材を削ることで成形する彫刻作品を手がけてきた。ポストミニマリズム、もの派以降解体された「彫刻」の再構築と新たな可能性を探る戸谷の作品は、彫刻の定義や構造を骨組みとして提示しつつ、作家によって提示された概念である「表面」「境界」「関係」「影」「存在」といった問題に切り込んでいる。

## 主な展覧会
個展
- 「POMPEⅡ・・79」（ときわ画廊、東京、1974年）
- 「借⽤書Ⅱ」（ときわ画廊、東京、1975年）
- 「露呈する＜彫刻＞Ⅰ」（ギャラリーＵ、名古屋、1976年）
- 「露呈する＜彫刻＞Ⅲ」（⽥村画廊、東京、1976年）
- 「露呈する＜彫刻＞Ⅵ」（ギャラリーＵ、名古屋、1977年）
- 「露呈する＜彫刻＞Ⅶ」（楡の⽊画廊、東京、1977年）
- 「露呈する＜彫刻＞Ⅸ」（楡の⽊画廊、東京、1978年）
- 「仮説の＜彫刻＞Ⅰ」（楡の⽊画廊、東京、1978年）
- 「仮説の＜彫刻＞Ⅲ」（真⽊画廊、東京、1978年）
- 「《彫る》から」（ときわ画廊、東京、1979年）
- 個展（楡の⽊画廊、東京、1979年）
- 「＜彫刻＞」（ギャラリーＬ、豊橋、1979年）
- 「《構成》から」（藍画廊、東京、1980年）
- 「《彫る》から」（ときわ画廊、東京、1980年）
- 「《構成》から」（ときわ画廊、東京、1981年）
- 「《構成》から」（藍画廊、東京、1982年）
- 「重ねる」（神⼾現代美術ギャラリー、神⼾、1982年）
- 「《彫る》から」（ギャラリーＮＡＦ、名古屋、1982年）
- 「《彫る》から」（藍画廊、東京、1983年）
- 「《彫る》から」（ときわ画廊、東京、1983年）
- 「夢の跡―水辺」（天画廊、福岡、1983年）
- 「夢の跡」（鎌倉画廊、東京、1983年）
- 「地下の部屋」（藍画廊、東京、1984年）
- 「地下の部屋」（ＮＥＷＺ、東京、1984年）
- 個展（藍画廊、東京、1985年）
- 個展（フー･ギャラリー、ソウル、韓国、1986年）
- 個展（藍画廊、東京、1986年）
- 個展（ＮＥＷZ、東京、1986年）
- 個展（佐谷画廊、東京、1987年）
- 個展「湿地帯」（天画廊、福岡、1988年）
- 「第 1 回朝倉⽂夫賞」（上野松坂屋、東京、1989年）
- 「戸谷成雄　新作展」（佐谷画廊、東京、1989年）
- 個展（コンセプトスペース 、渋川、1989年）
- 個展（コンセプトスペースＲ２、⾼崎、群馬、1989年）
- 個展（創庫美術館・点、新潟、1990年）
- 個展（佐谷画廊、東京、1990年）
- 個展（トーマス・ソロモン・ガレージ、ロサンゼルス、アメリカ、1991年）
- 「村から」（芦屋市⽴美術博物館、兵庫、1992年）
- 個展（佐谷画廊、東京、1992年）
- 「⾒られる扉 」（佐⾕周吾美術室、東京、1992年）
- 「分⽴するトリニティー」（ギャラリー⽩、大阪、1992年）
- 個展（天画廊、福岡、1992年）
- 「新作展」（佐谷画廊、東京、1993年）
- 個展（テンポラリースペース、札幌、1993年）
- 「＜⼭ - 森 - 村＞⼾⾕成雄」（町⽴久万美術館、愛媛、1994年）
- 「⾒られる扉 II」 ケンジタキギャラリー、名古屋、1994年）
- 「＜境界＞からI：個体・家・⽪膚」（佐⾕画廊、東京、1994年）
- 個展（佐⾕周吾美術室、東京、1994年）
- 「視線の森」（広島市現代美術館、広島、1995年）
- 「連句的 I」（ケンジタキギャラリー、名古屋、1995年）
- 「平櫛⽥中賞記念展」（井原市⽴⽥中美術館、岡⼭、1995年）
- 「連句的 II」（ケンジタキギャラリー、名古屋、1996年）
- 「＜境界＞から III」（佐⾕画廊、東京、1996年）
- 「＜境界＞から IV」（天画廊、福岡、1996年）
- 「＜境界＞から V」（ケンジタキギャラリー、名古屋、1988年）
- 「＜境界＞からVI」（佐⾕画廊、東京、1988年）
- 「⼾⾕成雄新作展」（ケンジタキギャラリー、名古屋、1999年）
- 「⼾⾕成雄新作展」（ケンジタキギャラリー、名古屋、2000年）
- 「⼾⾕成雄」（ライスギャラリーby G2、東京、2001年）
- 「⼾⾕成雄―さまよう森」（国際芸術センター⻘森、⻘森、2001年）
- 「⼾⾕成雄　新作展」（ケンジタキギャラリー、名古屋、2002年）
- 「連句的―発句としての70年代⼾⾕成雄展」（⼊善町下⼭芸術の森発電所美術館、富⼭、2002年）
- 「⼾⾕成雄　森の襞の⾏⽅」（愛知県美術館、名古屋、2003年）
- 「森化」（ケンジタキギャラリー、名古屋、2003年）
- 「射影体」（シュウゴアーツ、東京、2004年）
- 「森化2005」（ケンジタキギャラリー、名古屋、2005年）
- 「森のくにの物語　戸谷成雄〈もうひとつの森へ〉」（長野県信濃美術館、長野、2005年）
- 「ミニマルバロック」（シュウゴアーツ、東京、2006年）
- 「⼾⾕成雄―大きな森」（宮崎県⽴美術館、宮崎、2006年）
- 「ミニマルバロック II」（ケンジタキギャラリー、名古屋、2007年）
- 「ミニマルバロックIII」（ シュウゴアーツ、東京、2008年）
- 「ミニマルバロック V」（ケンジタキギャラリー、名古屋、2009年）
- 「ミニマルバロックVI」（シュウゴアーツ、東京、2010年）
- 「⼾⾕成雄展―橋本平⼋と北園克衛展関連企画」（三重県⽴美術館、三重、2010年）
- 「ミニマルバロック VII」（ケンジタキギャラリー、名古屋、2010年）
- 「洞⽳の記憶」（ヴァンジ彫刻庭園美術館、長泉、静岡、2011年）
- 「連句的 IV」（ケンジタキギャラリー、名古屋、2012年）
- 「ミニマルバロック VIII―漢詩的」（ケンジタキギャラリー、名古屋、2014年）
- 「中原悌⼆郎賞受賞展」（中原悌⼆郎記念旭川彫刻美術館ステーションギャラリー、旭川、北海道、2015年)
- 「レリーフ的」（スペース 23℃、東京、2016年)
- 「断層体」（ケンジタキギャラリー、名古屋、2016年）
- 「森Ⅹ」（シュウゴアーツ、東京、2016年)
- 「⼾⾕成雄─現れる彫刻」（武蔵野美術大学 美術館・図書館、東京、2017年）
- 「⼾⾕成雄 新作展 直⽅体の三等分・四等分」（ケンジタキギャラリー、名古屋、2018年）
- 「視線体」（シュウゴアーツ、東京、2019年)

## パブリックコレクション
- 愛知県⽴芸術大学（愛知）
- 愛知県芸術⽂化センター 愛知県美術館（愛知）
- 愛知県芸術⽂化センター 愛知県図書館（愛知）
- 相⽣森林美術館（徳島）
- アムステルダム市立美術館（オランダ）
- 芦屋市立美術博物館（兵庫）
- 福岡市美術館（福岡）
- グライスデール・フォレストミュージアム（イギリス）
- 群馬県立館林美術館（群⾺）
- 原美術館（東京）
- 碧南市藤井達吉現代美術館(愛知)
- ヘス・コレクション（カリフォルニア, アメリカ）
- 広島市現代美術館（広島）
- 北海道⽴旭川美術館（北海道）
- 栃木県立美術館（栃⽊）
- 井原市⽴平櫛⽥中美術館（岡⼭）
- ⽯巻⽂化センター（宮城）
- いわき市立美術館（福島）
- 川⼝現代美術館 （埼⽟）
- 高知県立美術館（⾼知）
- 国立国際美術館（大阪）
- 国際芸術センター⻘森（⻘森）
- 宮崎県⽴美術館（宮崎）
- モン・ド・マルサン市（フランス）
- ⻑野市美和公園（⻑野）
- 名古屋市 ⽩河公園（愛知）
- 中原悌⼆郎記念旭川彫刻美術館（旭川、北海道）
- ノイエ･ギャラリー・アーヘン（ドイツ）
- 大原美術館（岡⼭）
- 大分県立美術館（大分）
- 大阪中之島美術館（大阪）
- クイーンズランド・アートギャラリー（ブリスベン、オーストラリア）
- 埼玉県立近代美術館（埼⽟）
- サンタバルバラ美術館（イタリア）
- 世田谷美術館（東京）
- ⾄学館大学（旧中京⼥⼦大学）（愛知）
- シルパカラアカデミー（バングラデシュ）
- 島根県⽴美術館（島根）
- 台東区（東京）
- 高松市美術館（⾹川）
- 東京国立近代美術館（東京）
- 東京都現代美術館（東京）
- 東京大学駒場図書館（東京）
- 富山県立近代美術館（富⼭）
- 豊橋市美術博物館（愛知）
- 豊川市桜ヶ丘ミュージアム（愛知）
- 久万高原町立久万美術館（愛媛）
- 宇都宮美術館（栃⽊）
- ヴァンジ彫刻庭園美術館（静岡）
- 和歌山県立近代美術館（和歌⼭）
- 山中湖美術館（⼭梨）

## 受賞歴
- 1988年 - 朝倉文夫賞
- 1990年 - 長野市彫刻賞
- 1993年 - 公益信託タカシマヤ⽂化基⾦第３回新鋭作家奨励賞
- 1995年 - 平櫛田中賞
- 2000年 - 光州ビエンナーレ　アジア賞
- 2004年 - 芸術選奨文部科学大臣賞
- 2009年 - 紫綬褒章[2]
- 2015年 - 第39回中原悌二郎賞